# Oksana Karas
Oksana Karas (Charkiv, 19 marzo 1979) è una regista russa.

## Filmografia parziale

### Regista
- Chorošij mal'čik (2016)
- Doktor Liza (2020)